# Dinara Safina
Dinara Safina (russisk: Динара Мубиновна Сафина tr. Dinara Mubinovna Safina ; født 27. april 1986 i Moskva i daværende Sovjetunionen) var en professionel kvindelig russisk tennisspiller i årene 2000 til 2011. Hun er lillesøster til Marat Safin, der den 7. oktober 2011 annoncerede søsterens karriereafslutning på grund af kroniske rygproblemer. Dinara Safina har dog ikke selv bekræftet beslutningen.
Hun har spillet to doublefinaler i Grand Slam-turneringen US Open. I 2006 tabte hun finalen sammen med Katarina Srebotnik til Nathalie Dechy & Vera Zvonareva med 6-7, 5-7. året efter spillede hun sammen med Nathalie Dechy og de besejrede det kinesiske doublepar Chan Yung-jan & Chuang Chia-jung med 6-4, 6-2.
I single er hendes bedste resultat, da hun i French Open 2008 nåede finalen, hvor hun dog tabte til Ana Ivanovic med 4-6, 3-6.

## Grand Slam-titler
- US Open:
  - Double damer – 2007 (sammen med Nathalie Dechy)

## Grand Slam-resultater
| Turnering       | 2002 | 2003 | 2004 | 2005 | 2006 | 2007 | 2008 | 2009 | 2010 | 2011 |
| Australian Open | -    | 1    | 3    | 2    | 2    | 3    | 1    | F    | 4    | 1    |
| French Open     | -    | 1    | 2    | 1    | QF   | 4    | F    | F    | 1    |      |
| Wimbledon       | -    | 1    | 1    | 3    | 3    | 2    | 3    | SF   |      |      |
| US Open         | 2    | 4    | 1    | 1    | QF   | 4    | SF   | 3    | 1    |      |

Tegnforklaring:
- – = Ikke deltaget
- 1 = Slået ud i 1. runde
- 2 = Slået ud i 2. runde
- 3 = Slået ud i 3. runde
- 4 = Slået ud i 4. runde
- QF = Slået ud i kvartfinalen
- SF = Slået ud i semifinalen
- F = Tabende finalist
- W = Vinder